# 7994 Bethellen
7994 Bethellen este un asteroid din centura principală de asteroizi.

## Descriere
7994 Bethellen este un asteroid din centura principală de asteroizi. A fost descoperit pe 15 februarie 1983 la Stația Anderson Mesa de Edward L. G. Bowell. El prezintă o orbită caracterizată de o semiaxă mare de 3,06 ua, o excentricitate de 0,11 și o înclinație de 0,0° în raport cu ecliptica.